# Флорин, Николай Анатольевич
Николай Анатольевич Флорин (1 августа 1891, Батуми, Российская империя — 21 января 1972, Брюссель) — российский и бельгийский учёный, один из пионеров вертолётостроения.

## Биография
Николай Флорин родился в семье инженера и дворянина Анатолия Викторовича Флорина (1856—1936) и Любови Тарасовой (1862—1935). Брат — Виктор (1899-1960). Детство будущего конструктора прошло в Батуми, где временно проживал его отец, позднее семья переехала в Санкт-Петербург. Там Николай поступил в Институт путей сообщения, который окончил в 1914 году, и остался там на должности лаборанта и затем преподавателя. Научная деятельность Флорина проходила под руководством С. П. Тимошенко.
После начала Первой Мировой войны Николай Флорин был мобилизован, и после окончания Михайловского артиллерийского училища некоторое время (май — октябрь 1916 года) командовал взводом в 33-й артиллерийской бригаде. После этого его, как квалифицированного технического специалиста, отозвали с фронта и перевели на работу техником в комитет Управления Военно-воздушного флота. Там он занимается лабораторными исследованиями прочности конструкций в контексте этой работы посещает авиазаводы.
Судьба Флорина после революции 1917 года не вполне ясна. По некоторым данным, он уезжает в Германию, а затем возвращается, по другим — переходит на сторону Советской власти и в июне 1918 года назначается начальником научного отделения научно-технической части Главного управления Рабоче-Крестьянского военно-воздушного флота. Затем, в 1919 году, Флорин переходит на сторону белых, где служит в Отделе военных сообщений при Штабе Русских вооруженных сил Северной области, а в 1920 году эмигрирует в Финляндию, а оттуда — в Бельгию. Там он в 1934 году получил бельгийское гражданство и прожил в Брюсселе, в районе Сен-Жиль конца своих дней.

## Конструкторские разработки

### Вертолёты
После переезда в Бельгию, Флорин продолжает свои работы в области механики и авиастроения. Компетентность и опыт российского эмигранта произвели благоприятное впечатление на бельгийцев и Флорин получил должность в авиационном управлении, создаёт аэродинамический центр в пригороде Брюсселя, его проекты финансирует Национальное Общество по изучению авиационного транспорта (SNETA). Теперь его интересуют вертолёты, и в 1926 году он патентует принципиально новую схему, которая получила название «схемы Флорина». Она представляла собой продольное расположение винтов (как впоследствии на вертолётах «Чинук» и Як-24) с целью уравновешивания их реактивных моментов.
«Идея Флорина сводилась к тому, что в двух- или многовинтовом вертолете несущим винтам давать одинаковое направление вращения, наклонив одновременно оси этих винтов на небольшой угол по отношению к вертикали. При этом использовались появляющиеся при наклоне осей горизонтальные составляющие суммарной тяги для создания необходимого момента, парирующего реактивный крутящий момент».
Всего Николаем Флориным было спроектировано 4 вертолёта.
В 1929 году был построен экспериментальный вертолёт «Флорин — 1» по новой, продольной, схеме. Этот вертолёт стал первым в мире двухвинтовым геликоптером, однако ряд недостатков заставил конструктора искать способы облегчить конструкцию и повысить надёжность трансмиссии.
В 1933 году строится вертолёт «Флорин — 2», с двигателями Renard 240 CV, который 12 апреля 1933 успешно совершает ряд испытательных полётов и ставит ряд рекордов. Недостатком этой модели оказалось жёсткое крепление лопастей, которое не могло дать должной надёжности несущих винтов. Но следующий вертолёт, «Флорин — 3», уже с шарнирными лопастями, показал худшие устойчивость и управляемость, после чего изобретатель решил и дальше развивать схемы жёсткого крепления лопастей.
25 октября 1933 года «Флорин — 2», пилотируемый Робертом Коллином, поставил рекорд: пробыл в воздухе 9 минут и 58 секунд. При попытке побить рекорд вертолётной высоты полёта в 18 метров, Коллин потерпел аварию, но остался цел.
«Флорин — 4» должен был быть построен после перерыва на Вторую Мировую войну, и иметь схему квадрокоптера с четырьмя несущими винтами небольшого диаметра, но работы не были завершены из-за отсутствия финансирования со стороны государства.

### Фотография
Кроме работ в области вертолётостроения Николай Флорин изобрёл также систему создания трёхмерного изображения, которое достигалось путём наложения изображений. Система состояла из трёх объективов, каждый из которых был оснащён специальным фильтром.

## Память
В авиационно-космическом отделе Королевского музея армии и военной истории Бельгии существует экспозиция, посвященная работам Флорина — там находятся его чертежи, документы, а также модель аэродинамической трубы.